# Mike Dusi
Mike Dusi (ur. 11 marca 1981 w Nowym Jorku) – amerykański aktor i reżyser albańskiego pochodzenia. Jest związany z Hollywood.

## Życiorys
Mike Dusi urodził się w nowojorskim okręgu Queens. Jego rodzice byli imigrantami pochodzącymi z Albanii i Kosowa, którzy w Nowym Jorku byli właścicielami jednej z pizzerii, w której również Mike pracował. Gdy jego rodzice szli na emeryturę, sprzedali pizzerię, ponieważ Mike nie chciał jej przejąć.
W 2003 roku przeniósł się do Los Angeles.

## Filmografia

### Filmy
| Rok  | Tytuł                           | Rola                      |
| ---- | ------------------------------- | ------------------------- |
| 2006 | Akademik umarłych               | Seth                      |
| 2007 | Damn the Past!                  | Patron                    |
| 2008 | Pustynia krwi                   | Carlos                    |
| 2008 | To jest Encino                  | holenderski zawodnik nr 3 |
| 2008 | Głębokie naczynie               | Mario                     |
| 2009 | Pociąg towarowy                 | pielęgniarz               |
| 2009 | Uderz i uciekaj                 | policjant na motocyklu    |
| 2009 | Miłosna maskarada               | skalper biletów           |
| 2009 | Mizoginia                       | barman                    |
| 2009 | Mad Cow: Upadek ZDA             | agent ZDA                 |
| 2009 | Difficult to stay alive and die | Mario                     |
| 2009 | Małe przyjęcie                  | Bobby                     |
| 2010 | Kissing strangers               | Jimbo                     |
| 2010 | Shakey Grounds                  | Frankie                   |
| 2011 | Fani Amy Alyson                 | Steve                     |
| 2013 | Mikeyboy                        | Mikeyboy                  |
| 2014 | Role Model                      | model                     |
| 2014 | Miłość do wymiany               | Vinny                     |
| 2016 | Byk z Bronksu                   | Mario                     |
| 2016 | Podróż                          | Pete                      |
| 2018 | Zombie TV                       | kamerzysta                |
| 2019 | Hold on                         | Mikeyboy                  |

### Seriale
| Rok  | Tytuł             | Rola                | Uwagi                    |
| ---- | ----------------- | ------------------- | ------------------------ |
| 2004 | Greckie gry       | lider drużyny Delta |                          |
| 2006 | Mafiosa           | włamywacz           |                          |
| 2010 | Ecommando         | Tommy               |                          |
| 2013 | BlackBoxTV        | Jack/Joseph         | Odcinki 11 i 15 sezonu 4 |
| 2014 | Miłość do wymiany | Vinny               | Odcinek 3                |
| 2016 | Private eyes      | Mikeyboy            |                          |
| 2021 | Hitbaby           | Lenny               | Odcinki 6, 9-10, 12-13   |

## Życie prywatne
Ojciec Mike'a, Zef (Joe) Dusi, pochodzi z Gjakovej, a matka, Martha Dusi, z okręgu Mirdita. Obaj wyemigrowali do Stanów Zjednoczonych.